# Świstunka zielonogrzbieta
Świstunka zielonogrzbieta (Seicercus emeiensis) – gatunek małego ptaka z rodziny świstunek (Phylloscopidae). Występuje endemicznie w Chinach. Nie jest zagrożony wyginięciem.

## Taksonomia
Gatunek opisany po raz pierwszy w roku 1995. Opis ukazał się w czasopiśmie „Ibis”. Holotyp zebrano 29 kwietnia 1992 roku na wysokości 1400 m n.p.m., jest to samiec. Został przekazany do Institute of Zoology Academia Sinica w Pekinie. Autorzy opisu, Per Alström i Urban Olsson, nadali gatunkowi nazwę Phylloscopus emeiensis. Obecnie nazwa ta jest podtrzymywana przez część systematyków, ale inni umieszczają świstunkę zielonogrzbietą w rodzaju Seicercus. Nie wyróżnia się podgatunków.

## Morfologia
Wyglądem zewnętrznym świstunka zielonogrzbieta jest bardzo podobna do świstunki rododendronowej (S. reguloides). Pasek przechodzący przez środek głowy oraz brew sięgająca aż do karku płowe. Wierzch głowy szarozielony. Górna część dzioba czarniawa, dolna zaś pomarańczowa. Gardło i pierś brudnobiałe, brzuch i pokrywy podogonowe białe. Wierzch ciała oraz zgięcie skrzydeł szarozielone. Pokrywy I rzędu brązowe z żółtymi obrzeżeniami chorągiewek zewnętrznych, natomiast pokrywy duże i średnie II rzędu brązowe, ale z płowymi zakończeniami. Przy złożonym skrzydle tworzy to dwa dobrze widoczne paski. Lotki I rzędu brązowe, posiadają żółte obrzeżenia chorągiewek zewnętrznych. Sterówki ubarwione podobnie jak lotki. Tęczówka brązowa, nogi i stopy różowawe.

### Wymiary
Wymiary podane zostały w milimetrach, dotyczą jedynie samców. 
| Lp. | Skrzydło | Ogon | Dziób | Skok |
| --- | -------- | ---- | ----- | ---- |
| 1.  | 59,5     | 41,5 | 12,7  | 18,1 |
| 2.  | 58,5     | 42   | 12,6  | 18,2 |
| 3.  | 58,5     | 44   | 12,9  | 18,1 |
| 4.  | 57,5     | 43   | 12,5  | 18,3 |

## Zasięg występowania
Świstunka zielonogrzbieta znana jest jedynie z gór Emei Shan, gdzie występuje na wysokości 1000–1900 m n.p.m. Nie jest wiadome, gdzie zimuje (w ww. obszarze ma jedynie tereny lęgowe). Zaokrąglone skrzydła wskazują na to, że niezbyt dobrze lata, przypuszczalnie więc tereny do zimowania mieszczą się w niższych częściach tych samych gór. Środowisko życia stanowią lasy z gęstym podszytem.

## Zachowanie
Okres lęgowy prawdopodobnie rozpoczyna się w środku kwietnia, gdyż pod jego koniec obserwowano intensywnie śpiewające samce. Późnym majem obserwowane samce śpiewały mniej intensywnie, a po usłyszeniu nagranej pieśni S. emeiensis jedynie nieco zbliżały się do miejsca odtwarzania. Prawdopodobnie sezon lęgowy kończy się więc pod koniec maja. Nie zaobserwowano odżywiania się.

## Status
IUCN uznaje świstunkę ałtajską za gatunek najmniejszej troski (LC, Least Concern) nieprzerwanie od 2000 (stan w 2020). Liczebność populacji nie została oszacowana, ale ptak ten opisywany jest jako raczej rzadki. Trend liczebności populacji uznawany jest za stabilny.